# Thalpophila amathusia
Thalpophila amathusia là một loài bướm đêm trong họ Noctuidae.